# Phonograph Record (журнал)
Phonograph Record — американский ежемесячный журнал, посвящённый рок-музыке, выходивший в период с 1970 по 1978 годы. Журнал был основан в сентябре 1970 года Марти Серфом (в Лос-Анджелесе, штат Калифорния) в качестве конкурента Creem и Rolling Stone. Финансировался компанией United Artists. Помимо продажи в газетных киосках Phonograph Record распространялся бесплатно среди владельцев американских радиостанций и музыкальных ритейлеров. Его название часто сокращали до просто PRM из-за включения слова «magazine» в заголовок.
Помимо Серфа, в разные годы редакторами журнала работали Грег Шоу и Кен Барнс. Среди известных музыкальных публицистов в штат журнала входили: Лестер Бэнгс, Джон Тивен, Джон Мендельсон, Митчелл Коэн, Майк Сондерс, Бад Скоппа, Ричард Кромелин, Марк Левитон и Джон Ингхэм.